# James Butts
James Butts, född den 9 maj 1950 i Los Angeles, Kalifornien, är en amerikansk friidrottare inom tresteg.
Han tog OS-silver i trestegshoppning vid friidrottstävlingarna 1976 i Montréal. 